# Ippitsusai Bunchō
Ippitsusai Bunchō (一筆斎 文調?; ... – 1791) è stato un pittore e incisore giapponese, noto come pittore di ritratti.

## Biografia
La sua formazione culturale si attuò presso la scuola Kanō, discepolo di Ishikawa Yukimoto e allievo di Ishikawa Kogen.
Esattamente come il suo famoso collega Katsukawa Shunshō fu pittore della classe samurai.
Ippitsusai Bunchō visse e lavorò a Edo. Attivo dal 1765 al 1780, come tutti gli artisti dell'era Meiwa (1764-1772), risultò molto influenzato dall'arte innovativa di Suzuki Harunobu, che dipinse un'ampia varietà di soggetti, dai temi tratti dai poemi classici alle bellezze femminili sue contemporanee, realizzando anche un certo numero di shunga, ovvero immagini con tematiche erotiche.
Ippitsusai Bunchō, assieme al pittore ed incisore Katsukawa Shunshō, completò una delle più significative antologie di ritratti di attori intitolata E-hon butai ōgi ("Libro illustrato di fan di scena"), considerata aderente alla scuola Ukiyo-e, un genere di stampa artistica giapponese su carta, impressa con matrici di legno, fiorita nel periodo Edo.
Questa scuola si diffuse nel XVII secolo, grazie al contributo fondamentale di Hishikawa Moronobu per agevolare le esigenze artistiche dei giapponesi. Con le economiche stampe a colori vennero infatti decorate anche le dimore più povere e i pittori come Ippitsusai Bunchō si specializzarono nel descrivere le bellezze della natura, della vita semplice e quotidiana.
Lo stile di Ippitsusai Bunchō si caratterizzò per una pregevole raffinatezza e si distinse per l'assenza di sfondi, che permise di risaltare maggiormente le figure ed i colori.
Ippotsusai Bunchō utilizzò principalmente il formato chuban (26,4x18,8) e hoso-e (30,3x15,15), per i suoi ritratti di donne o attori. È meglio conosciuto per le sue stampe di attori che recitano nella rappresentazione teatrale kabuki. 
Un altro genere di dipinti tipico del pittore fu quello paesaggistico, inerente alle vedute del fiume Sumida, impreziosito da un mondo in miniatura, composto da piccole abitazioni e gradevoli barchette.
Tra le sue opere di pittura si possono menzionare il kakemono con Cortigiane e serventi sotto un ciliegio; il Yamashita Kyōnosuke no ushiro men ("Mostrante le danze di Yamashita Kyōnosuke"); il Nakamura Matsue no shirotabi ("Panno bianco di Nakamura Matsue").

Opere
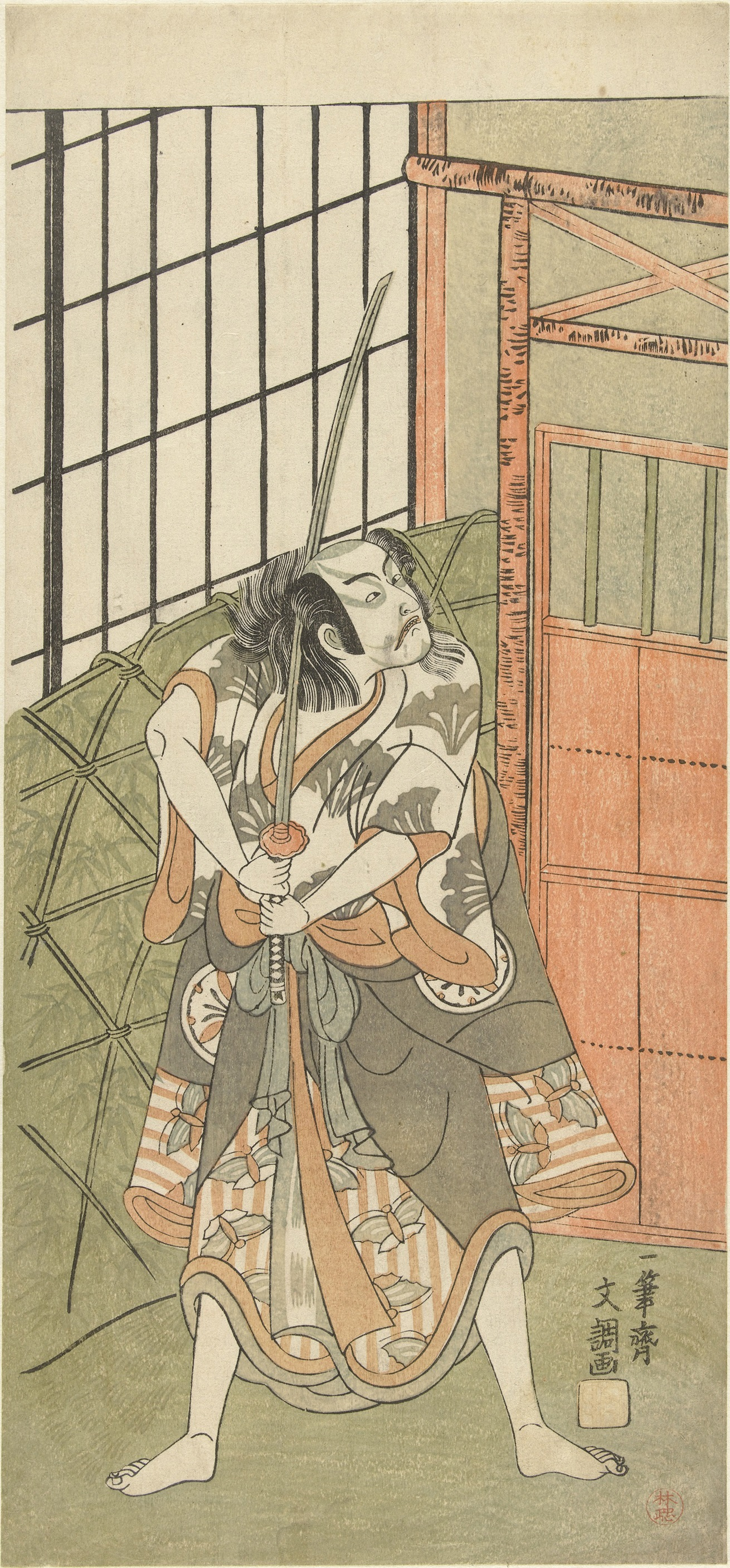
Matsumoto Koshiro III come Soga no Goro
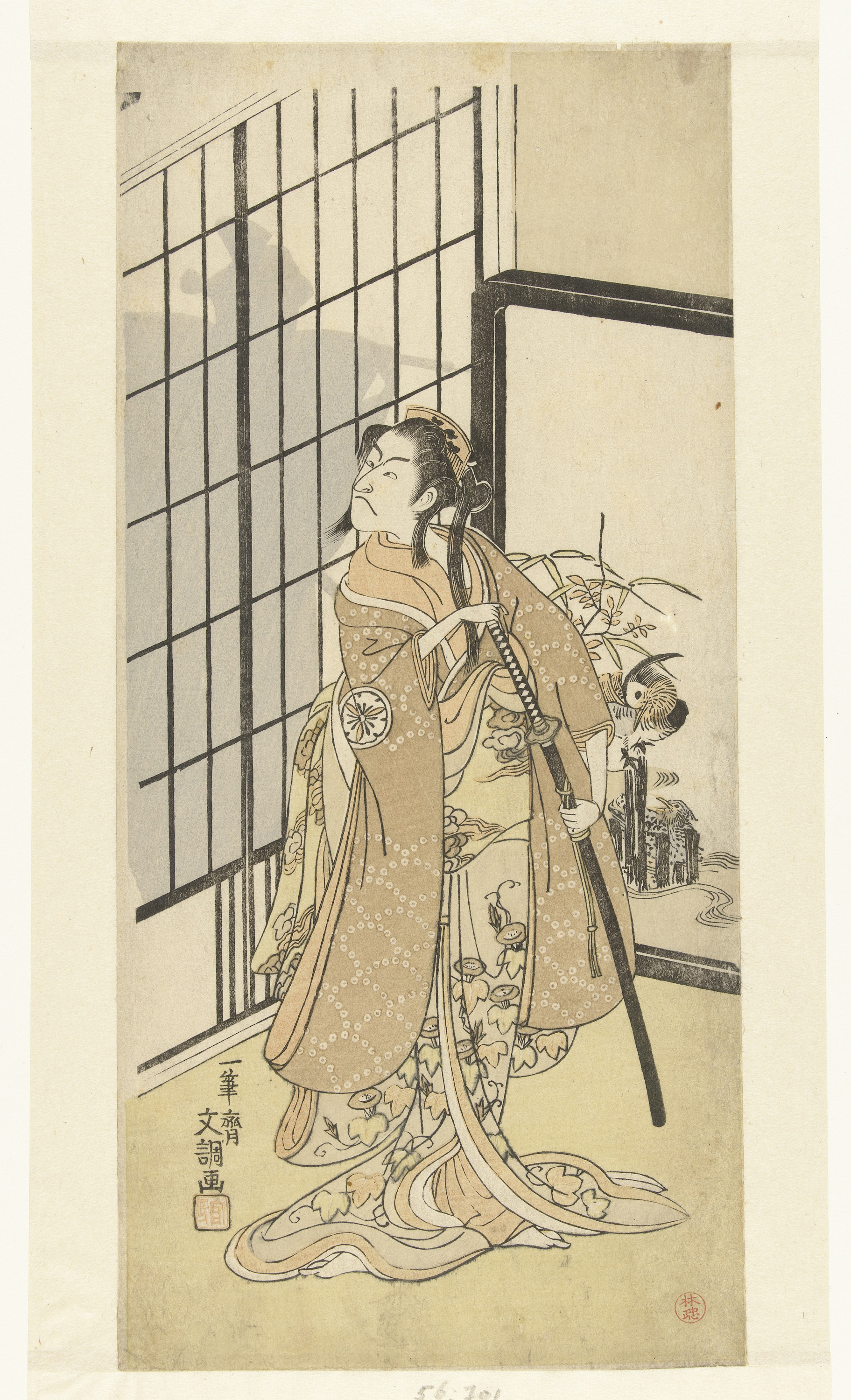
Matsumoto Koshiro come Asagao
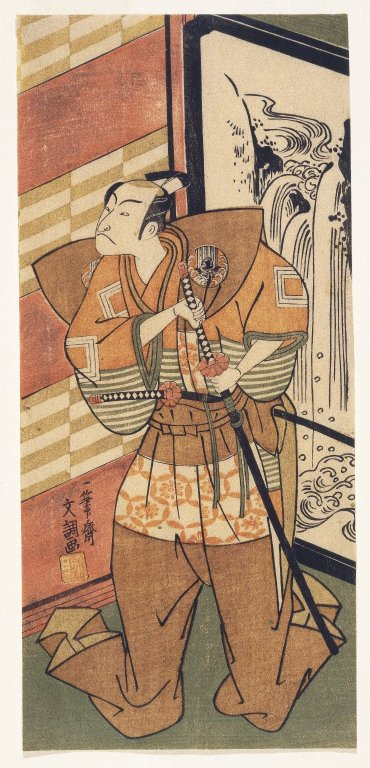
Un attore della scuola Ichikawa che sta per sguainare la spada
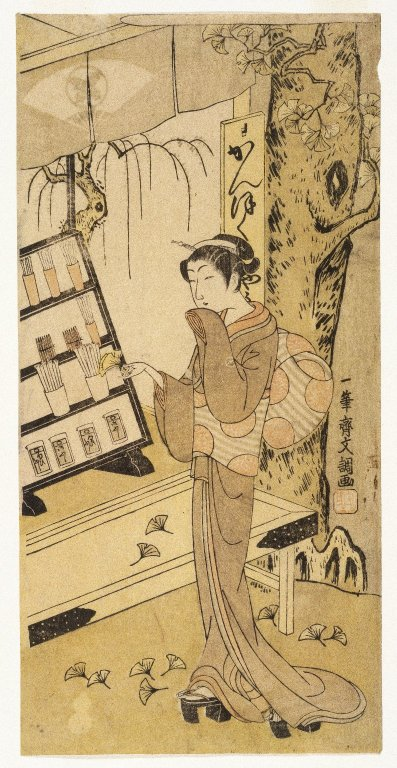
Il negozio di spazzolini da denti Yanagi-ya
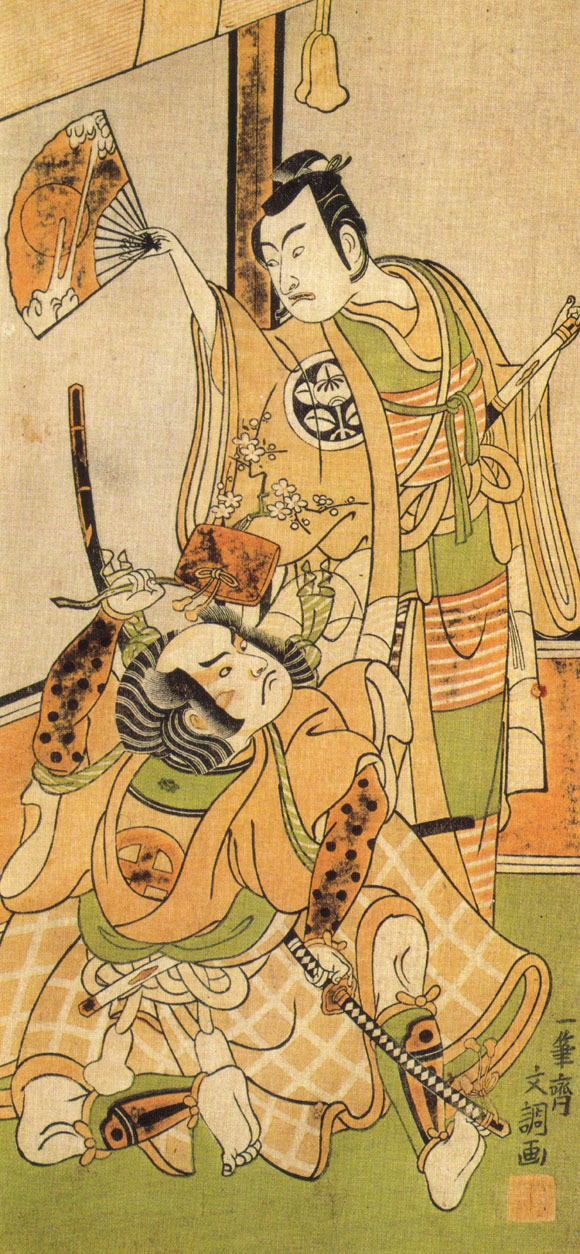
Ichimura Uzaemon IX e Otani Hiroji III
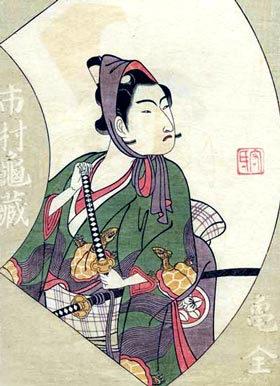
Ichimura Uzaemon X
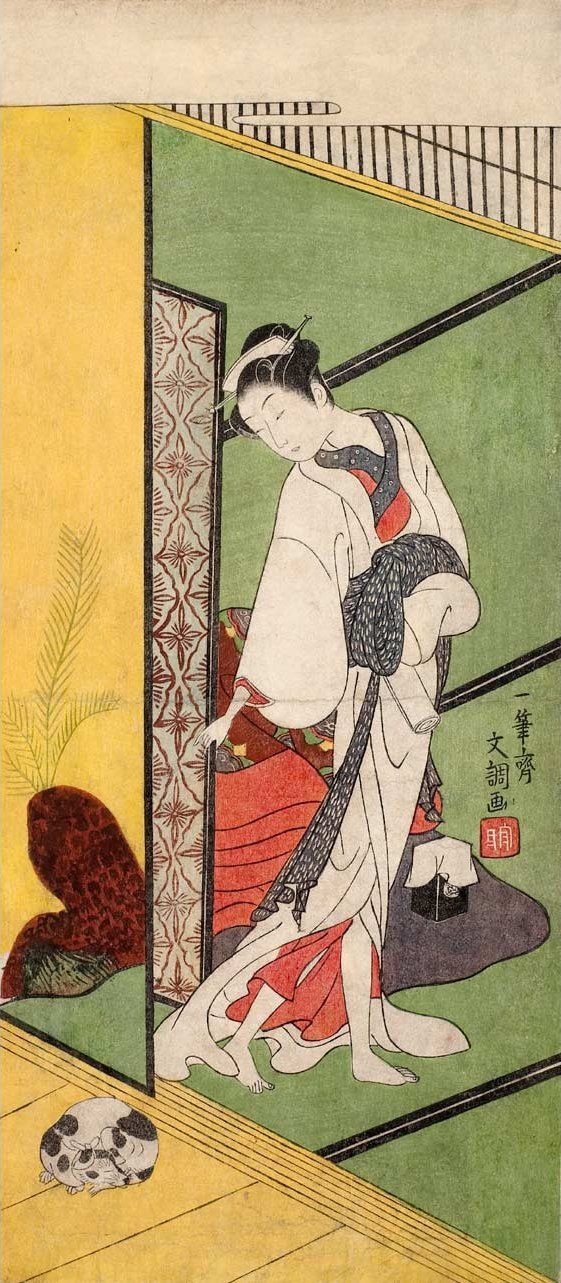
Cortigiana con un cane